# Дармограй Роман Анатолійович
Рома́н Анато́лійович Дармограй (нар. 22 жовтня 1993) — український військовик, полковник Збройних сил України, Герой України (2022). Командир 18-го армійського корпусу (з 2025).
Колишній командир 10-ї окремої гірсько-штурмової бригади (2023—2025).
2022 року увійшов до рейтингу «30 до 30: обличчя майбутнього» від «Forbes».

## Життєпис
Роман Дармограй народився 22 жовтня 1993 року.
2015 року закінчив Національну академію сухопутних військ імені гетьмана Петра Сагайдачного.
Службу розпочав у 72-й окремій механізованій бригаді імені Чорних Запорожців, де пройшов шлях від командира взводу до заступника командира бригади. Учасник АТО/ООС. Захищав українські позиції під Волновахою (2015-2016), Авдіївкою (2016-2017), на Світлодарській дузі (2018-2019).
Під час російського вторгнення в Україну 2022 року спланував та організував оборону населених пунктів Пухівка, Рожівка та Калинівка Броварського району Київської області, створивши ефективну систему вогню підрозділів механізованого батальйону бригади. Після майже чотиригодинного бою 9 березня було знищено 17 танків, 3 БМП та до 55 бійців противника.
З липня 2023 по квітень 2025 був командиром 10-ї окремої гірсько-штурмової бригади «Едельвейс».
У квітні 2025 року призначений командиром 18-го армійського корпусу.

## Нагороди
- звання Герой України з врученням ордена «Золота Зірка» (19 березня 2022) — за особисту мужність і героїзм, виявлені у захисті державного суверенітету та територіальної цілісності України, вірність військовій присязі[8].
- орден Богдана Хмельницького III ступеня (1 лютого 2017) — за особисту мужність і самовідданість, виявлені у захисті державного суверенітету та територіальної цілісності України, вірність військовій присязі[9].
- орден «Народний Герой України» (2017)[10].
- медаль «Захиснику Вітчизни» (2 грудня 2016)[11].